# Grétar Steinsson
Grétar Rafn Steinsson (ur. 9 stycznia 1982 w Siglufjörður) – piłkarz islandzki grający na pozycji prawego obrońcy.

## Kariera klubowa
Steinsson jest wychowankiem małego klubu KS Siglufjörður pochodzącego z jego rodzinnej miejscowości. Pierwszym poważnym klubem w jego karierze był zespół Akraness. W jego barwach zadebiutował w 2000 roku w Landsbankadeildin. W tym samym roku wywalczył z zespołem swój pierwszy Puchar Islandii. Rok później był już podstawowym zawodnikiem zespołu i został z nim po raz pierwszy mistrzem kraju, a w mistrzowskim sezonie zdobył 6 bramek w 18 meczach, grając jako prawoskrzydłowy. W kolejnych latach był filarem obrony Akranes, a w 2003 roku sięgnął po raz drugi po krajowy puchar.
Zimą 2005 Steinsson wyjechał do szwajcarskiego BSC Young Boys. Spędził tam rundę wiosenną sezonu 2004/05 oraz część jesiennej 2005/06. W pierwszej z nich strzelił 3 gole (4. miejsce z Young Boys), a w drugiej ani razu nie wpisał się na listę strzelców.
Jeszcze we wrześniu 2005 za milion euro Steinsson przeszedł do holenderskiego AZ Alkmaar. W Eredivisie zadebiutował 18 września w wygranym 4:2 meczu z Ajaksem Amsterdam. W sezonie walczył o miejsce w składzie i łącznie 20 razy pojawił się na boisku i zdobył 4 gole. W sezonie 2006/07 stał się podstawowym zawodnikiem na prawej obronie klubu z Alkmaaru i doszedł z nim między innymi do ćwierćfinału Pucharu UEFA (klub odpadł po dwumeczu z Werderem Brema oraz zajął 3. miejsce w Eredivisie.
Latem 2007 Steinsson przeszedł do angielskiego Boltonu Wanderers. W sezonie 2011/2012 spadł z nim z Premier League do Football League Championship. Latem 2012 roku został zawodnikiem Kayserisporu. W 2013 roku odszedł z tego klubu.
| Sezon   | Klub             | Kraj       | Rozgrywki          | Mecze | Bramki |
| ------- | ---------------- | ---------- | ------------------ | ----- | ------ |
| 2000    | Akraness         | Islandia   | Landsbankadeildin  | 13    | 0      |
| 2001    | Akraness         | Islandia   | Landsbankadeildin  | 18    | 6      |
| 2002    | Akraness         | Islandia   | Landsbankadeildin  | 17    | 2      |
| 2003    | Akraness         | Islandia   | Landsbankadeildin  | 11    | 2      |
| 2004    | Akraness         | Islandia   | Landsbankadeildin  | 17    | 2      |
| 2004/05 | BSC Young Boys   | Szwajcaria | Swiss Super League | 12    | 3      |
| 2005/06 | BSC Young Boys   | Szwajcaria | Swiss Super League | 7     | 0      |
| 2005/06 | AZ Alkmaar       | Holandia   | Eredivisie         | 20    | 4      |
| 2006/07 | AZ Alkmaar       | Holandia   | Eredivisie         | 25    | 2      |
| 2007/08 | AZ Alkmaar       | Holandia   | Eredivisie         | 16    | 2      |
| 2007/08 | Bolton Wanderers | Anglia     | Premiership        | 16    | 0      |
| 2008/09 | Bolton Wanderers | Anglia     | Premiership        | 37    | 3      |
| 2009/10 | Bolton Wanderers | Anglia     | Premiership        | 27    | 0      |
| 2010/11 | Bolton Wanderers | Anglia     | Premiership        | 23    | 1      |
| 2011/12 | Bolton Wanderers | Anglia     | Premiership        | 23    | 1      |
| 2012/13 | Kayserispor      | Turcja     | Süper Lig          | 9     | 1      |

## Kariera reprezentacyjna
W reprezentacji Islandii Steinsson zadebiutował 26 marca 2005 w przegranym 0:4 meczu z Chorwacją. Z kadrą występował w eliminacjach do Mistrzostw Świata w Niemczech, eliminacjach Euro 2008 i
Mistrzostw Świata w Republice Południowej Afryki.